# Wagneriana gavensis
Wagneriana gavensis är en spindelart som först beskrevs av Camargo 1950.  Wagneriana gavensis ingår i släktet Wagneriana och familjen hjulspindlar. Inga underarter finns listade i Catalogue of Life.